# 深圳大剧院
深圳大剧院位于广东省深圳市羅湖區，深南中路和红岭中路的交汇处，是深圳特区建立之初政府投资兴建的“八大文化设施”之一。1984年开始投资兴建，1989年正式投入使用。1992年创办了“深圳大剧院艺术节”，有较大影响。2004年，大剧院进行了消防、供配电、空调、给排水和智能化等方面进行设备改造和更新，并对室内外环境进行全面整合。2006年3月22日恢复演出活动。截止2023年底，大剧院共接待演出团体近3千个，演出4千多场，观众近4百万人次。
剧院外观全为玻璃幕墙，造型为方盒，设有剧场、音乐厅、文化展厅、餐厅、歌舞厅、地下商业街等。
1989年八九民运在深圳爆发后，大剧院的广场曾多次成为示威者集会的地点。

## 延伸阅读
- 深圳音乐厅
- 深圳图书馆